# Glypta albonotata
Glypta albonotata är en stekelart som beskrevs av Dasch 1988. Glypta albonotata ingår i släktet Glypta och familjen brokparasitsteklar. Inga underarter finns listade i Catalogue of Life.